# Lepthyphantes cruciformis
Lepthyphantes cruciformis là một loài nhện trong họ Linyphiidae.
Loài này thuộc chi Lepthyphantes. Lepthyphantes cruciformis được Andrei V. Tanasevitch miêu tả năm 1989.